# نيك جوستين (منتج أفلام)
نيك جوستين (بالإنجليزية: Nick Heath)‏ هو منتج أفلام بريطاني، ولد في 25 مارس 1949 في ويمبلدون في المملكة المتحدة.